# 어라운드
어라운드(AROUND)는 대한민국의 라이프스타일 잡지이다. 2012년 8월 창간하였다.

## 역사
2012년 8월 김이경은 《어라운드》를 창간하였다. 처음에는 계간지로 발행되었다. 이후 2013년 2월 격월간지, 2014년 3월 월간지로 간행주기를 변경하였다.